# 삼척 공양왕릉
삼척 공양왕릉(三陟恭讓王陵)은 대한민국 강원특별자치도 삼척시에 위치한 무덤이다. 강원특별자치도기념물 제71호로, 고려의 마지막 임금인 공양왕의 능묘이다. 공양왕은 왕조의 몰락과 함께 폐위되어 왕자 석(奭), 우(瑀)와 함께 원주와 간성을 거쳐 삼척에서 1394년에 교살되었다고 전한다. 현재 대한민국에는 공양왕릉이 두 군데 있는데 삼척의 궁촌리와 경기도 고양시 원당동에 남아 있다. 경기도에 있는 공양왕릉은 문헌에 기록되어 있으나 삼척의 공양왕릉은 민간에 오랫동안 구전되어 왔다. 현재 강원도 기념물로 지정된 공양왕릉은 가장 규모가 크고 그 옆은 왕자, 나머지는 시녀 또는 왕이 타던 말무덤이라고 전한다.

## 개요
고려 왕조의 마지막 임금인 공양왕(재위 1389∼1392)의 묘로 전하는 곳이다. 고려의 임금 유해가 안장된 마지막 고려 왕릉으로 대부분 북한 지방에 분포되어서 대한민국에서는 보기 드문 고려 왕릉 중 하나이기도 하다.
공양왕은 1392년 이성계가 왕위에 오르면서 폐위되었고, 태조 3년(1394)에 왕자 석(奭), 우(瑀)와 함께 삼척으로 간 뒤 교살되었다.
공양왕릉은 강원특별자치도 삼척시와 경기도 고양시 두 곳에 있는 것으로 전해지는데, 문헌의 기록이 부족하여 어느 쪽이 왕릉인지 확실히 알 수 없다. 고양시의 능은 조선 왕조가 인정하고, 삼척시의 능은 민간에서 전해 내려오는 것이나 둘 다 조선시대 문헌에 남아있기 때문이다. 삼척시 왕릉에 대한 기록은 현종 3년(1662) 삼척부사 허목의 《척주지》와 철종 6년(1855) 김구혁의 《척주선생안》이 있다. 그리고 3년마다 공양왕릉 앞에서 제사를 드리는 풍습이 남아 있다.
이곳에는 공양왕과 관련된 지명이 전해지는데 임금이 유배된 곳이라 하여 궁촌, 마을 뒷길 고돌산에서 살해되었다고 하여 살해재, 왕자 석이 살았다는 궁터, 말을 매던 마리방 등이 그것이다.
삼척의 공양왕릉은 봉분이 모두 4기인데 가장 남쪽에 있는 것이 공양왕릉, 2기는 두 왕자, 나머지 하나는 시녀 또는 말의 무덤이라 전한다.

## 현지 안내문
이 무덤은 일명 궁촌왕릉(宮村王陵)으로 불리고 있는데, 고려의 마지막 임금인 공양왕과 그의 아들 왕석, 왕우 등 3부자 무덤으로 전해지고 있다. 공양왕 4년(1392) 7월에 이성계가 즉위하고 8월에 전왕을 폐하여 공양군으로 봉하고 강원도 원주로 보내어 감시하다가, 다시 왕과 맏아들 왕석과 둘째 아들 왕우를 간성으로 옮겼으나, 역시 불안하여 1394년(태조 3) 3월 14일에 3부자를 삼척시 근덕면 궁촌리로 귀양지를 옮겼다가 한 달 뒤인 4월 17일에 그들을 모두 죽였다.
공양왕이 이 곳에 귀양와서 죽어 묻혔던 것으로 전해지나, 그 후 경기도 고양시 식사리(속칭 언침) 대자산으로 옮겨갔다고도 한다. 현재 그 곳에는 공양왕릉과 왕비릉이 사적 제191호로 지정되어 있다. 1421년(세종 3) 1월 13일에 공양왕의 왕녀(단양군 우성범의 처)가 임금에게 상소하여, 아버지를 공양왕으로, 어머니를 왕비로 추봉하고 공양왕릉을 정릉(定陵)으로 정하였다는 기록이 전한다. 1837년(헌종 3) 가을에 삼척 부사 이규헌이 개축하였으며, 1977년 당시 삼척 군수와 근덕 면장의 노력으로 묘소들이 개축·보수되어 새롭게 단장되었다. 이 능(陵)에서는 근덕면 봉찬회에서 매년 3월에 날짜를 택하여 제사 지내고 있다.

## 같이 보기
- 고양 공양왕릉 (경기도 고양시 소재)

## 참고 자료
- 삼척공양왕릉 - 국가유산청 국가유산포털